# Сапсай Ганна Іванівна
Ганна Іванівна Сапсай (?, тепер Харківська область — ?) — українська радянська діячка, ланкова колгоспу імені ХТЗ Харківського району Харківської області. Депутат Верховної Ради СРСР 2-го скликання.

## Життєпис
Народилася в селянській родині.
На 1944—1958 роки — ланкова городньої бригади колгоспу імені ХТЗ Харківського сільського району Харківської області.

## Нагороди
- орден Трудового Червоного Прапора (26.02.1958)
- орден «Знак Пошани» (28.08.1944)
- медалі